# Joseph Gottlieb Kölreuter
Pour les articles homonymes, voir Gottlieb.
Joseph Gottlieb Kölreuter, né le 27 avril 1733 à Sulz am Neckar et décédé le 11 novembre 1806 à Karlsruhe, est un botaniste et zoologiste allemand. Son nom peut aussi s'orthographier « Koelreuter » ou « Köhlreuter ».

## Biographie
Fils de pharmacien, il réunit dès son enfance à Sulz une collection de plantes et d'animaux qu'il utilisera plus tard pour son doctorat.
En 1748, il entre en médecine à l'université de Tübingen. Il est en particulier l'élève du physicien et botaniste Johann Georg Gmelin. En 1753, il passe une année à l'université de Strasbourg et revient ensuite terminer son doctorat de médecine à Tübingen en 1755.
Il travaille à l'Académie des Sciences de Russie de Saint-Pétersbourg de 1756 à 1761. Il s'intéresse d'abord à la zoologie, en particulier à la collection de poissons de l'Académie, puis celle des oiseaux et insectes. Après 1759, il s'intéresse plus particulièrement à la botanique.
Il retourne en Allemagne en 1761. Il rencontre les botanistes Johann Gottlieb Gleditsch à Berlin et Christian Gottlieb Ludwig à Leipzig, s'installe à Calw auprès de son ami et compagnon d'études Joseph Gärtner pour étudier les carpes.
En 1763, le Margrave Charles Ier de Bade (Karl Friedrich von Baden-Durlach) fait appel à lui pour enseigner les sciences naturelles et diriger les jardins de Karlsruhe, poste qu'il occupera jusqu'en 1786. Il décède en 1806 dans cette même ville.
À partir de 1760, il a expérimenté intensivement les hybridations de plus de 138 espèces dont le tabac (Nicotiana rustica x Nicotina paniculata). Il a développé des méthodes de pollinisation artificielle et il a étudié le pollen de plus de 1 000 espèces de plantes. C'est dans ces techniques de reproduction et les caractérisations des hybrides que résident ses contributions les plus importantes, ouvrant les voies vers la génétique.

## Publications
- Joseph Gottlieb Kölreuter - Dissertatio inauguralis medica de insectis coleopteris, nec non de plantis quibusdam rarioribus... - Tubingae : litteris Erhardianis, 1755
- Joseph Gottlieb Kölreuter - Vorläufige Nachricht von einigen, das Geschlecht der Pflanzen betreffenden Versuchen und Beobachtungen - Leipzig : In der Gleditschischen Handlung, 1761
- Joseph Gottlieb Kölreuter - Piscium rariorum e museo Petropolitano excerptorum descriptiones. Novi Commentarii Academiae Scientiarum Imperialis Petropolitanae 8: 404-430. 1763
- Joseph Gottlieb Kölreuter - Descriptiones Piscium rariorum e museo Petropolitano exceptorum continvatio. Novi Commentarii Academiae Scientiarum Imperialis Petropolitanae 9: 420-470. 1764
- Joseph Gottlieb Kölreuter - Piscium rariorum e. mus. Petrop. exceptorum descriptiones continvatae. Novi Commentarii Academiae Scientarum Imperialis Petropolitanae 10: 329-351. 1766.
- Joseph Gottlieb Kölreuter - Das entdeckte Geheimniss der Cryptogamie : eine der Ehur-Pfälz Academie der Wissenschaften zugedacht gewesene Preissschrift - Karlsruhe : Druckts und verlegts Michael Maklot, 1777

## Liste partielle des espèces qui lui ont été dédiées
Le genre de plantes Koelreuteria a été nommé en son honneur ainsi que des espèces de poisson dont :
- Periophthalmus koelreuteri (Pallas) - famille des Gobiidae

et d'une plante : 
- Artemisia koelreuteriana Besser.